# Willingale

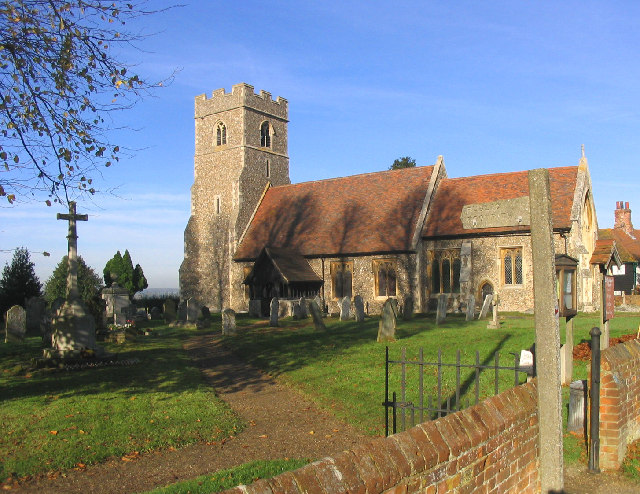
Christoffelkerk van Willingale Doe

Willingale is een civil parish in het bestuurlijke gebied Epping Forest, in het Engelse graafschap Essex. In 2001 telde het dorp 483 inwoners.
Van oudsher bestaat Willingale uit twee parochies, Willingale Doe en Willingale Spain met elk een eigen parochiekerk. Willingale heeft een kleine dorpskern en wat verspreid liggende groepjes gebouwen. De twee parochiekerken staan op een onderlinge afstand van 46 m op hetzelfde kerkhof. Op de afbeelding links vormt het hek de scheiding tussen "Doe" en "Spain", twee voetpaden leiden naar twee kerken. In de veertiende eeuw nam de bevolking van Essex sterk toe als gevolg van de wolindustrie. Waarschijnlijk werd in die tijd de kerk van Willingale Spain te klein en bouwde men er een tweede naast.